# Bupleurum kakiskalae
Bupleurum kakiskalae är en flockblommig växtart som beskrevs av Werner Rodolfo Greuter. Bupleurum kakiskalae ingår i släktet harörter, och familjen flockblommiga växter. Inga underarter finns listade i Catalogue of Life.